# Тригонометрическая формула Виета
Тригонометрическая формула Виета — один из способов решения кубического уравнения
{\displaystyle x^{3}+ax^{2}+bx+c=0}
Первым решение этого уравнения нашел Никколо Тарталья, Джероламо Кардано опубликовал его решение в 1545 году под своим именем (см. формула Кардано).
Однако формула Виета более удобна для практического применения[уточнить], ибо позволяет обойтись без мнимых величин.

## Формула
- Вычисляем {\displaystyle Q={\frac {a^{2}-3b}{9}}}
- Вычисляем {\displaystyle R={\frac {2a^{3}-9ab+27c}{54}}}
- Вычисляем {\displaystyle S=Q^{3}-R^{2}}
- Если {\displaystyle S>0}, то вычисляем {\displaystyle \phi ={\frac {1}{3}}\arccos \left({\frac {R}{\sqrt {Q^{3}}}}\right)} и имеем три действительных корня:
{\displaystyle x_{1}=-2{\sqrt {Q}}\cos(\phi )-{\frac {a}{3}}}
{\displaystyle x_{2,3}=-2{\sqrt {Q}}\cos \left(\phi \pm {\frac {2}{3}}\pi \right)-{\frac {a}{3}}}
- Если {\displaystyle S<0}, то заменяем тригонометрические функции гиперболическими. Здесь возможны следующие случаи в зависимости от знака {\displaystyle Q}:
  - {\displaystyle Q>0}:
{\displaystyle \phi ={\frac {1}{3}}\,\operatorname {Arch} \left({\frac {|R|}{\sqrt {Q^{3}}}}\right)}
{\displaystyle x_{1}=-2\operatorname {sgn}(R){\sqrt {Q}}\,\operatorname {ch} (\phi )-{\frac {a}{3}}} (действительный корень)
{\displaystyle x_{2,3}=\operatorname {sgn}(R){\sqrt {Q}}\,\operatorname {ch} (\phi )-{\frac {a}{3}}\pm i{\sqrt {3}}{\sqrt {Q}}\,\operatorname {sh} (\phi )} (пара комплексных корней)
  - {\displaystyle Q<0}:
{\displaystyle \phi ={\frac {1}{3}}\,\operatorname {Arsh} \left({\frac {|R|}{\sqrt {|Q|^{3}}}}\right)}
{\displaystyle x_{1}=-2\operatorname {sgn}(R){\sqrt {|Q|}}\,\operatorname {sh} (\phi )-{\frac {a}{3}}} (действительный корень)
{\displaystyle x_{2,3}=\operatorname {sgn}(R){\sqrt {|Q|}}\,\operatorname {sh} (\phi )-{\frac {a}{3}}\pm i{\sqrt {3}}{\sqrt {|Q|}}\,\operatorname {ch} (\phi )} (пара комплексных корней)
  - {\displaystyle Q=0}:

{\displaystyle x_{1}=-{\sqrt[{3}]{c-{\frac {a^{3}}{27}}}}-{\frac {a}{3}}} (действительный корень)
{\displaystyle x_{2,3}=-{\frac {a+x_{1}}{2}}\pm {\frac {i}{2}}{\sqrt {|(a-3x_{1})(a+x_{1})-4b|}}} (пара комплексных корней)
- Если {\displaystyle S=0}, то уравнение вырождено и имеет меньше 3 различных решений (второй корень кратности 2):
{\displaystyle x_{1}=-2\operatorname {sgn}(R){\sqrt {Q}}-{\frac {a}{3}}=-2{\sqrt[{3}]{R}}-{\frac {a}{3}}}
{\displaystyle x_{2}=\operatorname {sgn}(R){\sqrt {Q}}-{\frac {a}{3}}={\sqrt[{3}]{R}}-{\frac {a}{3}}}

## Вывод формулы
- Исходный многочлен имеет вид {\displaystyle P(x_{1})=x_{1}^{3}+a\cdot x_{1}^{2}+b\cdot x_{1}+c}.

- Подстановкой {\displaystyle x_{1}=x-{\frac {a}{3}}} приводим многочлен к виду {\displaystyle Q(x)=x^{3}+p\cdot x+q}, где {\displaystyle p=b-{\frac {a^{2}}{3}}} и {\displaystyle q={\frac {2a^{3}}{27}}-{\frac {ab}{3}}+c}.

- Ищем решение уравнения {\displaystyle Q(x)=x^{3}+p\cdot x+q=0} в виде {\displaystyle x=A\cdot \cos \varphi }, получаем уравнение {\displaystyle A^{3}\cdot \cos ^{3}\varphi +Ap\cdot \cos \varphi =-q}.

- Заметим что в случае {\displaystyle p<0} при {\displaystyle A={\sqrt {-{\frac {4p}{3}}}}} это уравнение приобретает вид {\displaystyle {\frac {A^{3}}{4}}\cdot {\Big (}4\cos ^{3}\varphi -3\cos \varphi {\Big )}=-q}.

- Используя тригонометрическое тождество {\displaystyle \cos 3\varphi =4\cos ^{3}\varphi -3\cos \varphi } приходим к уравнению вида {\displaystyle \cos 3\varphi =-{\frac {4q}{A^{3}}}}.

- Решение этого уравнения имеет вид {\displaystyle \varphi _{k}={\frac {1}{3}}\arccos {\Big (}-{\frac {4q}{A^{3}}}{\Big )}+{\frac {2\pi k}{3}}}, где {\displaystyle k} пробегает значения 0, 1, -1. При условии, что {\displaystyle 0\leq \arccos {\Big (}-{\frac {4q}{A^{3}}}{\Big )}\leq \pi }.

- Подставляя полученные значения {\displaystyle \varphi _{k}} в выражение для переменной {\displaystyle x}, получаем ответ {\displaystyle x_{k}=A\cdot \cos \varphi _{k}}